# 迪比克縣 (愛阿華州)
迪比克縣（英語：Dubuque County）是美国艾奧瓦州東南部的一個縣，東隔密西西比河與伊利诺伊州相望，面積1,208平方公里。根據2020年美國人口普查，共有人口99,266人。縣治迪比克（Dubuque）。該縣成立於1834年9月6日，10月1日生效；縣名紀念第一位在愛荷華州定居的朱利安·迪比克。